# Rugby club Soignies
Actualités
Le Rugby Club Soignies (en abrégé RC Soignies) est un club de rugby à XV belge basé à Soignies dans la province de Hainaut. Il a été fondé en 1973 à l'initiative du rugbyman Claude Catteau, professeur d'éducation physique au collège Saint-Vincent de Soignies.
En 2017-2018, l'équipe fanion du club évolue en Bofferding Rugby League (1re division senior masculine). En 2010, elle a réalisé le doublet Coupe – Supercoupe de Belgique. Ses joueurs sont surnommés « les Carriers » en hommage aux carriers du bassin de Soignies. Leur mascotte est « SOAYgnies », un bélier de Soay anthropomorphe. Les Carriers sont aussi connus pour l'affaire du « non-match » : le 8 février 2015, à Schaerbeek, ils s'inclinent 3 à 356 face au Royal Kituro Rugby Club, enregistrant ainsi la plus lourde défaite de l'histoire du rugby à XV, ; mais la Fédération belge annulera la rencontre qui ne sera jamais rejouée.
Plusieurs autres équipes du club évoluent au plus haut niveau. Ainsi, les Cadets (U17), les Juniors (U19) et l'équipe féminine défendent les couleurs de Soignies en Div 1 Nationale.

L'école des jeunes (U7, U9, U11, U13 et U15) collectionnent régulièrement les bons résultats lors de rencontres se déroulant sous forme de tournoi à 4, 5 ou 6 équipes. 

Les Grisettos (équipe des vétérans), vice-champions de Belgique en 2009 a remporté le titre tant convoité en juin 2010.

## Histoire
Une nouvelle page de l'histoire du club à écrire pour l'équipe fanion : finale coupe de Belgique contre Boisfort le 14 mai 2011 au Petit Heysel à Bruxelles.
L'équipe féminine « Les VerTueuses » est alignée en compétition pour la première fois lors de la saison 2010-2011 en D2 nationale. Les dames terminent en tête de leur série (une seule défaite). Cependant, elles échouent pour la montée en D1 lors du test match contre les premières de l'autre série.

## Palmarès
- Championnat de Belgique (0)
  - Finaliste : 2015, 2017,  2019 et 2022
- Supercoupe de Belgique (1)
  - Vainqueur : 2010
- Coupe de Belgique (2)
  - Vainqueur : 2010, 2018
  - Finaliste : 2011, 2014, 2016 et 2023
- Coupe de Belgique Vétérans (1)
  - Vainqueur : 2010
  - Finaliste : 2009
- Championnat de 2e division (1)
  - Champion : 1979
- Coupe de l'Effort (1)
  - Vainqueur : 2000